# Wilhelm Kobelt
Wilhelm Kobelt (20 de febrero de 1840, Alsfeld -. 16 de marzo de 1916, Schwanheim) fue un médico, profesor, historiador local, escritor y zoólogo alemán, especialmente malacólogo. En 1868 cofundador de la Sociedad Alemana Malacozoólogica en la Senckenbergischen Naturforschenden Sociedad, como miembro honorario.

## Biografía
Wilhelm provenía de una familia de pastores. Del mismo nombre de su padre (1809 -† 1874) fue profesor de latín de 1839 hasta fines de la década de 1860, escuela en la que su hijo estudiaba. Un compañero de clase y amigo de la Infancia fue el posterior fundador del Partido SdAP, pedagogo y profesor Samuel Spier. Kobelt estudió bajo la égida de Justus von Liebig, en la Universidad de Giessen medicina y se doctoró allí, en 1862, con una tesis sobre cardiología. Además estudió biología y zoología. Como médico tomó el examen de estado , en primer lugar, para el Ducado de Nassau en la ciudad de Biedenkopf . Con 29 años se trasladó en 1869 al sudoeste de Frankfurt am Main, con unos 2.000 habitantes. En el mismo año, ingresó en la Sociedad desidentes Senckenbergischen de Estudios Naturales. En Schwanheim fue médico contratado por la Asociación médica (Ortskrankenkasse) - el primer médico residente. Allí recibió, debido a su compromiso con los derechos de la clase obrera, el epíteto de "El Doctor" o "el rojo Kobelt". En Schwanheim fundó, entre otras cosas, un Societarismo y un Comité de Volksvorlesungen; además, fue cofundador y presidente del Rin-Mainischen de la Asociación de educación popular.
En 1880, con 40 años tuvo su consultorio. Y también se dedicó a las ciencias naturales y a la historia de Schwanheims. En 1888 fue editor de la primera Crónica del Pueblo Alfaro; además, fue autor de numerosos artículos sociales y comunitarios y artículos en periódicos y revistas.
Fue además un destacado miembro de la Sociedad de Investigaciones Naturales, y en 1905 por sus méritos científicos, se le otorgó el título de profesor. Realizó numerosas recolecciones zoológicas para el Museo Senckenberg de Frankfurt, constituyendo una colección de moluscos de nivel internacional hasta principios del siglo XX. Wilhelm murió el 16 de marzo de 1916 a los 76 años en su casa de Schwanheim. Sus colecciones de animales y plantas internacionales las legó a la Sociedad Senckenberg.

## Zoológico de Kobeltruhe

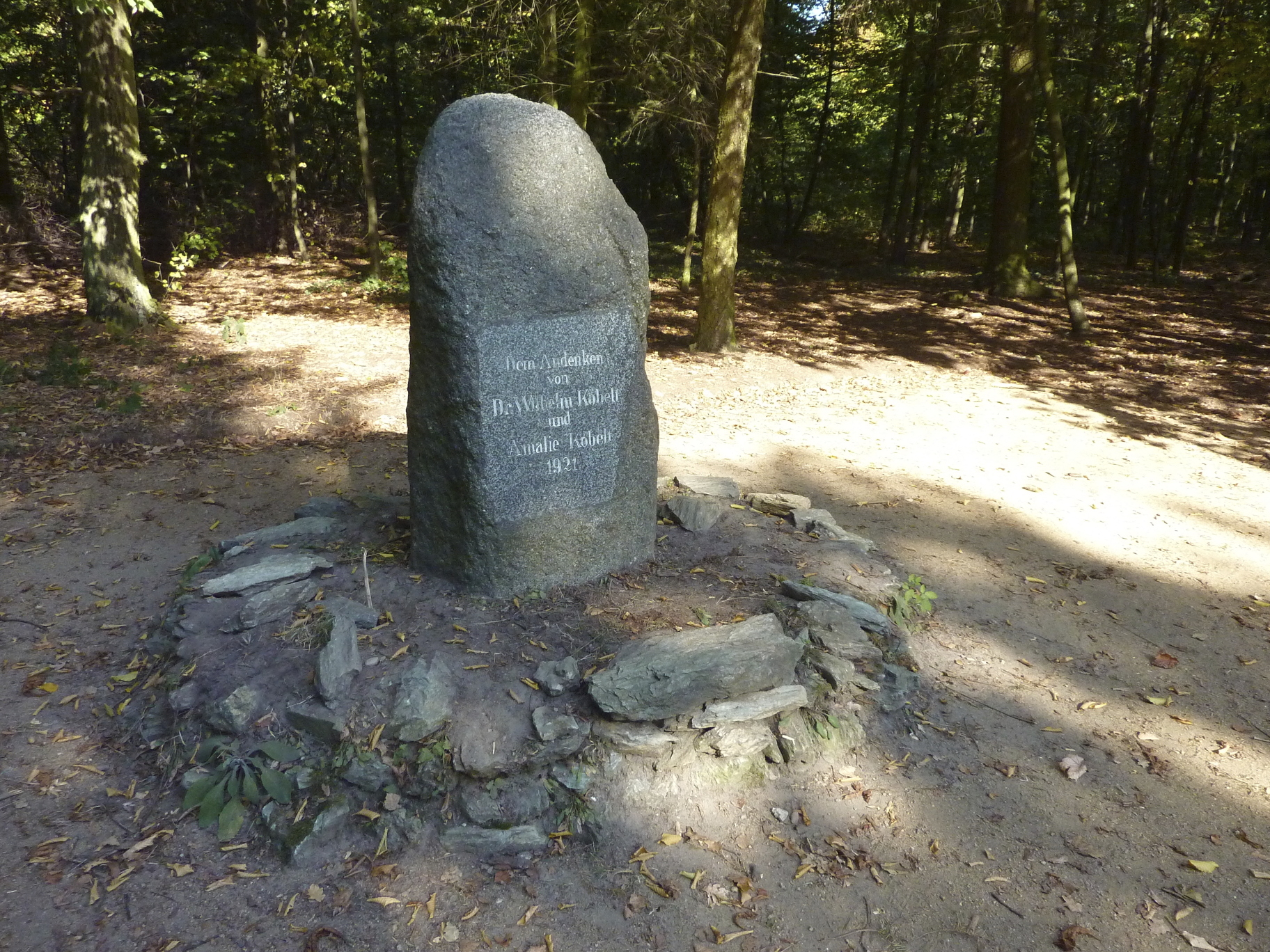
Monumento, en Frankfurt, de Amalie y Wilhelm Kobelt, en la Kobeltruhe

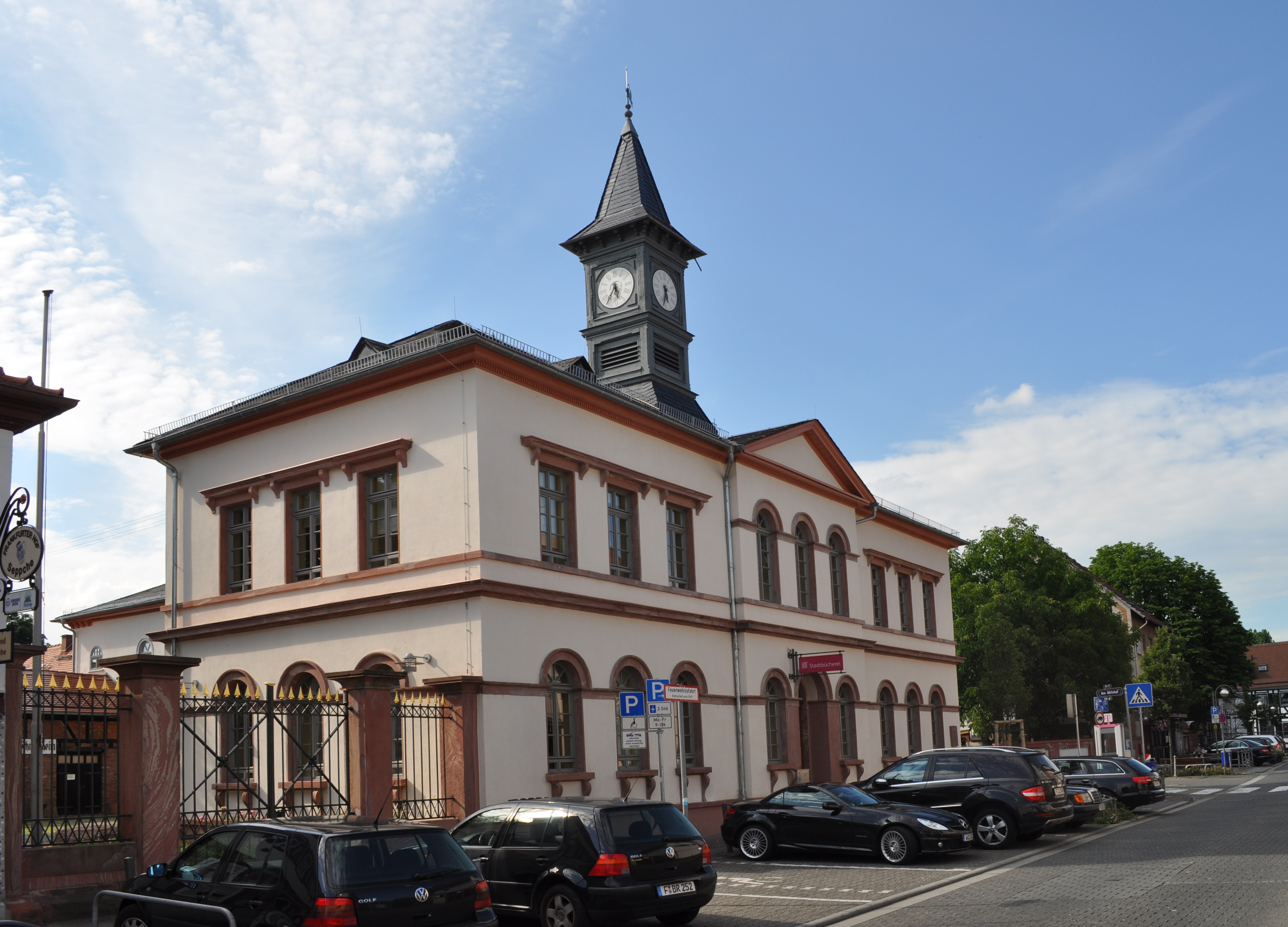
El hogar de Wilhelm Kobelt y el Museo Etnográfico, y Biblioteca de Schwanheimer

## Otros galardones
Por su compromiso con la educación popular y la historia local es recordado en la antigua casa de la Escuela Alt Schwanheims, y el Museo Schwanheimer alberga, la Sala Wilhelm Kobelt. Además, una calle en el Barrio de la casa de Kobelt (Wilhelm-Kobelt Strase).

## Obra

### Malacología
- El Género Crassatella, Bauer & Raspe, Nuremberg, 1886
- La Familia Bullidae, Bauer & Raspe, Nuremberg, 1896
- La Familia de la Columbelliden, Bauer & Raspe, Nuremberg, 1897
- El Género Turritella, Bauer & Raspe, Nuremberg, 1897
- Catalog actualmente vivos conocidos y de Pneumonopomen junto con Otto Franz von Möllendorf, por Separado De la Huella de la Nachrichtsblatt de los Alemanes Malakozoologischen Sociedad (el Énfasis), (Ed.): Hartmann Editorial / Alfaro, En 1899 En Línea
- Cyclophoridae, Friedlander, Berlín, 1902
- El Género Paludina, Bauer & Raspe, Nuremberg, 1909
- La Difusión de la vida silvestre, Tauchnitz, Leipzig, 1920
- Carlo de Erlanger: 1872-1904, camino de sirga-Verlag, Ingelheim 1997, ISBN 3-9805837-0-8

### Historia local
- Crónica del Pueblo Alfaro am Main, 1888
- Landwirthschaftliche Preguntas y Respuestas, en Favor de la Formación y Bürgervereins en Alfaro a. M. Editorial de Max Sras, Biedenkopf, Hesse-Nassau, 1888[11]
- El Ganado, en el Pasillo, y Wegenamen la Comarca de Alfaro (Main). Anales de la Asociación de nassauische Arqueología y la Historiografía, Tomo 39, En 1909, en Línea[12]
- Locales y Heimatarbeit. Rin-Mainischer Asociación de educación nacional, 1912
- La Schwanheimer Bosque. 43. y 44. Informe de la Senckenbergischen Naturforschenden Sociedad, 1912/1913[5]
- Contribuciones a la Historia del Pueblo de Alfaro. Nassauische Anales, Tomo 42, 1913[12]

## Literatura
- César Rodolfo Boettger: Wilhelm Kobelt, 20. de febrero de 1840 – 26. de marzo de 1916. Folleto de 10 p. publicado en 1920[13]
- César R. Boettger: Kobelt, Wilhelm.En: neue Deutsche Biografía (NDB). Tomo 12, Duncker & Humblot, Berlín, 1980, ISBN 3-428-00193-1, P. 243 f. (Digitalisat).
- Willi Nielbock: Profesor Dr. Wilhelm Kobelt. Biográfico Capítulo en: José Henrich (Ed.): Suenheim De Sweinheim De Alfaro, P. 61-70. Editorial Francisco Jos. Henrich, Frankfurt am Main, 1971
- Hogar y Geschichtsverein Alfaro e.V. (Ed.): El Puerto De Museumsbote Nº 11, noviembre de 1990. Número monográfico sobre el 150. El Cumpleaños De Guillermo Kobelts

## Abreviatura (zoología)
La abreviatura Kobelt  se emplea para indicar a Wilhelm Kobelt como autoridad en la descripción y taxonomía en zoología.